# Вовки (батальйон)
Батальйон спеціального призначення (мак. Баталјонот за специјални намени, скорочено бСН) — спеціальний підрозділ Полку спеціальних операцій Збройних сил Північної Македонії. Утворившись 1994 року, став першою такою військовою частиною в державі. Талісман підрозділу — вовк, тому його також часто називають «Вовки». Підрозділ розташовується у казармі Ілінден у Скоп'є. Вважається найбільш елітним у країні.

## Історія
Підрозділ сформовано 1 березня 1994 р. під назвою «Підрозділ спеціального призначення, 6-й загін» і як такий був першою військовою частиною, що планувала, організовувала та проводила спеціальні операції у Македонії. Її першим командиром був тодішній підполковник Мирослав Стояновський, згодом начальник Генерального штабу Армії Північної Македонії у 2005—2011 роках.
На початку 2000-х рр. підрозділ зазнав деяких структурних змін, ставши частиною нового підрозділу боротьби з тероризмом, так званих «Соколів», який спочатку протягом військового конфлікту у 2001 р. повинен був являти собою об'єднаний військово-поліційний орган боротьби з тероризмом, але потім його планувалося залишити тільки у складі армії. Коли було сформовано командування спеціальних підрозділів, Вовки стали його структурною ланкою. Остання структурна зміна підрозділу відбулася 2003 р., коли він став батальйоном спеціального призначення у складі полку спеціальних операцій поряд із «рейнджерським батальйоном», створеним наступного року.
18 серпня 2005 р., на святкуванні Дня Армії Північної Македонії, тодішній президент Македонії Бранко Црвенковський нагородив батальйон спеціального призначення Орденом військових заслуг — високою військовою відзнакою, яка присуджується за мужність і відмінну військову службу. Це взагалі було перше нагородження тим орденом.

## Озброєння
| Зображення | Назва                           | Походження  | Вид                                    |
| ---------- | ------------------------------- | ----------- | -------------------------------------- |
|            | Застава М70                     | СФРЮ Сербія | Автоматична гвинтівка                  |
|            | Застава М76                     | СФРЮ Сербія | Снайперська гвинтівка                  |
|            | М-16                            | США         | Автоматична гвинтівка                  |
|            | М4                              | США         | Автоматична гвинтівка                  |
|            | Х&К Г3                          | Німеччина   | Автоматична гвинтівка                  |
|            | Снайперська гвинтівка Драгунова | СРСР Росія  | Напівавтоматична снайперська гвинтівка |
|            | Сако ТРГ-42                     | Фінляндія   | Снайперська гвинтівка                  |
|            | Застава М93                     | Сербія      | Великокаліберна снайперська гвинтівка  |

## Транспортні засоби
| Зображення | Назва             | Походження | Вид              |
| ---------- | ----------------- | ---------- | ---------------- |
|            | HMMWV             | США        | Джип             |
|            | БТР-80            | СРСР Росія | Бронетранспортер |
|            | ТМ-170 «Гермелін» | Німеччина  | Бронетранспортер |